# 月歌。
《月歌。》（日语：ツキウタ。）是以音樂色彩表現月份的歌曲和廣播劇企劃，於2012年開始，由TSUKINO Talent Production出品歌曲。每個月份由1男1女代表，以音樂描繪每月色彩的故事。
並於2014年11月9日，於AGF舞台上宣布電視動畫化，於2016年7月6日開始播放。
其兄弟作有《TSUKIPRO THE ANIMATION》。而第二季動畫《月歌。 THE ANIMATION 2》也在2020年10月7日正式開始播放。

## 概要
《月歌。》是以1月至12月的各月為基礎所想像，並以每個月的形象所構想的樂曲與故事編織而成的CD系列。

### MUSIC
所出品的是每個月份的樂曲，因為由大部份音樂家都是以新晉年輕人為主，因此備受歡迎。
今回所採用的制作者包括、等等。
他們都是操作VOCALOID軟件，通過動畫投稿網站出現的各個音樂家。
| 月份 | 角色代表（男性） | 角色代表（女性） | 制作者               | 印象標誌 |
| ---- | ---------------- | ---------------- | -------------------- | -------- |
| 1月  | 睦月始           | 花園雪           | マチゲリータ         | 鳳蝶     |
| 2月  | 如月戀           | 如月愛           | 虹原ぺぺろん         | 心戀     |
| 3月  | 彌生春           | 桃崎雛           | ゆうゆ               | 鳥       |
| 4月  | 卯月新           | 兔川千櫻         | 蝶々P                | 櫻花     |
| 5月  | 皐月葵           | 結城若葉         | Nem                  | 燕子     |
| 6月  | 水無月涙         | 照瀬結乃         | ゆよゆっぺ           | 黑貓     |
| 7月  | 文月海           | 姬川瑞希         | ひとしずく×やま△     | 帆船     |
| 8月  | 葉月陽           | 元宮祭莉         | うたたＰ             | 陽光     |
| 9月  | 長月夜           | 朝霧茜           | じょん               | 月光     |
| 10月 | 神無月郁         | 伊地崎麗奈       | takamatt             | 花       |
| 11月 | 霜月隼           | 天童院椿         | きくお               | 雪花     |
| 12月 | 師走驅           | 聖克麗絲         | さつき が てんこもり | 星光     |

### VOICE
豪華聲優陣容，為每月送上新曲。
聲優陣容包括12男，12女；每位代表1個月份，每個月各有1男1女作代表，主唱該月的歌曲。
所採用的都是人氣聲優。

### CD
CD中包含了4個章節，當中除了收錄唱歌部份，還有約20分鐘迷你廣播劇。
每一個角色的迷你劇場會跟另一個角色連接。
Track１＝OP（迷你劇場）
Track２＝各月形象的新作樂曲（男女有別）
Track３＝代表各月的已有的歌曲（童謠或古典曲），舊曲新詞＆現代風REMIX的新曲（男女共通）
Track４＝ED（迷你劇場）

## 故事大綱
男子組合
關東出身的Six Gravity（シックスグラビティー）；通称Gravi（グラビ）
關西出身的Procellarum（プロセラルム）；通稱Procella（プロセラ）
他們既是兄弟又是競爭對手，隸屬月野藝能公司的其下組合。
他們都在東京都内某所宿舍共同生活（Gravi：２樓／Procella：３樓）、
上映著一起學習、工作、努力不懈的他們之日常系劇情！　
女子組合
舞台竟然是月的世界!
她們的世界與地球的次元不一樣，是由地球眾人的精神能源作基礎而形成的世界。
為了阻止能源的斷絕，月之人的工作就是把走上歧途的地球人的精神帶返正途。
月之人當中的代表是，數人組成的『女神』。
眾位月歌女性的角色，是以成為『女神』為目標的候補生。
為了讓地球的精神能源激活化，現正作為網絡偶像的工作活躍中！
（也會偶爾悄悄到地球暢遊……）
為了成為憧憬的女神，今天也精神充沛地努力！

## 登場人物

### 男子組合

#### Six Gravity
取名的由來為「6名角色=6個月=以月的重力6等份與地球一起的重力」。在《月歌。廣播！》有關組合名會議中由隊長睦月始提出。有個性的6位聚集於此，是產生無可替代的珍貴組合。簡稱「Gravi」（月歌。廣播！小册子　命名：キャラリーさん）順帶一提，舞台服飾正以黑色為主調。各成員的形象彩色按照下面簡介展示。
師走驅（Shiwasu Kakeru，聲：梶裕貴）
代表：12月　生日：12月12日　身高：163cm→166cm (初期→2022年) 血型：A型　年齡：16~26 (初期→2023年) 搭檔：如月戀（2月男性） （通稱黑年少）
性格活潑開朗，但也很多愁善感。
不知為何常常缺錢，所以是個勤勞（兼職）少年。
把T-Point等優惠券或印花獎勵，好好攢起來的節儉派。有著令人驚訝的不幸體質，卻同時有著意外的正面積極性格。不氣餒的個性反而一年一年的增長。
根據不經意展露的知識以及行為舉止，有傳言指他實際上是個出身不錯的少爺。
與如月戀（2月男生）關係好到吵鬧的程度。（初期設定）
從性格狡猾的父親那裡離家出走，一個人過著苛刻的生活，在各種原因下變得堅強。
因為身兼多份兼職，尤其在服務業與副業等時候都能發揮出色的技能。
關東煮是靈魂食物，還喜歡白蘿蔔與魚肉山芋餅。右撇子、雙眼視力是1.2。
作為踏實主義者，與戀一起肩負小市民代表的頭銜。（2013年設定）
不管什麼都會吃。不知不覺就得了「もぐもぐかけるん」的別名。
明明很會吃，營養卻不知道哪去了。
雖然運氣很差但卻活力滿滿，搭檔的戀剛好是幸運體質，如果在一起的話就能抵銷。
本人是不放棄的無懼精神，對失敗毫不在乎。
今天也精神飽滿地「工ー作！」，在自己房間的陽台設成家庭菜園，並不是園藝，而是要種植可供食用的疏菜。
為了長高，喝牛奶，還洗牛奶浴，結果皮膚變光滑了身高卻沒變化。
荷包蛋是醬油派但有時是番茄酱派，煎蛋捲是鹹派。
跟戀一起，攝影中把命名可樂餅的柴犬撿回去。
從父…始那裡得到了許可，平安跟月野宿舍的人成為朋友。散步則是兩人之中有空的帶去的樣子。還有聖誕節的妖精・迷你馴鹿中井先生在呢！（2014年設定）
常常發動謎樣的不幸體質，這樣鍛鍊下來的結果，不論遇到什麼狀況都不會動搖，總是積極向前。非常會吃。身高是熱門的話題。和周遭比起來顯得很小，加上自身非常不安份地會隨意亂動，所以給人一種小動物的形象。感覺外表比實際的身高數字還要低，被打折的部分很多。迷你馴鹿的中井桑(中井さん)和柴犬可樂餅(コロッケ)的飼主。雖然和葵(5月)一起時被稱為『好孩子搭檔』，但因為最近兩人開始有了攻勢，不能鬆懈。和戀(2月)一起搭任主持的時間很多，手段高明，得到了非常高的評價。雖然現在沒在打工了，但之前打工時訓練出來的各式謎樣技能依然存在，在意想不到的時候會成功地發揮作用。(2015年設定)
常常會莫名地展開謎樣的不幸，但因為有足夠的能力所以並不氣餒。由於幸福感實在太低讓周圍的人很擔心，本人則認為無須擔心，總是一直向前。搭檔的戀(2月)因為是個幸運男孩，有傳言因為這樣所以達到了微妙的平衡。年少組中像是擔任了可愛的形象，但充滿cool和冷淡的凌厲吐槽也是會出現的，在Gravity、procellarum遍布的吐槽役中是個老手。同上記中，在有Gravity、procellarum的共同企劃時，也常擔任總司令的角色。由於溝通及傳話方面非常上手，很得工作人員的信任。身高方面雖然不算太矮，但周圍的人都很高，實際上也到了會在意『小小一隻好可愛』的形象的年齡。果然還是想要被說帥氣!……所以每天都要喝牛奶。總而言之很會吃，這樣的能源就快要消失了?沒這麼一回事。(2016年設定)
喜歡(擅長)的事物：金錢感、和食、家庭菜園、折價券、香蕉、關東煮、牛奶、均一價一百元、努力不懈、勤勞、幫手。
不喜歡(不擅長)的事物：鬼怪、父親、貧乏、定價販售、不幸、香菜、好運、很薄的牆壁、會嘎吱作響的走廊、雨天漏水。
睦月始（Mutsuki Hajime，聲：鳥海浩輔）
代表：01月　生日：1月8日　身高：182cm→182cm(初期→2022年) 血型：B型　年齡：17~27(初期→2023年) 搭檔：彌生春（3月男性）（通稱黑年長）
有個粉絲後援會:「initium」(而11月份的霜月隼擁有NO.6特殊會員卡，據本人說法是一開始還沒成立就答應成為粉絲，然而那時便已經排到第六個，隼對於這點十分不滿)
與年齡不相乎的威風凜凜的模樣，周遭的人都以「黑色國王」稱之。是一個不証求意見的獨尊帝王，無意間成為組合的中心，傾向於領袖角色。不多言，但他的一言一句都頗沉重。討厭被毒舌＆挖苦的地方。……不過，到了最後的最後，不知為何會顧及四周，不知為何照顧別人是成為「王者」的理由。在年齡相應所認識的人當中，視彌生春（３月男生）為對手，而且本人好像沒有自覺。（初期設定）
1月女生花園雪是親戚關係。雖然在被稱為東之睦月西之霜月的超名門家庭出生，卻意外地放任主義。從呆板家族的儀式中到處亂逃。另外，長得還挺像母親。料理出色，特長是古武術。確切地說，大致上十項全能。右撇子、雙眼視力是1.2。看管宿舍年輕成員的學習，鐵爪私塾（簡稱アンクロ私塾）的主辦者。（2013年設定）
由於自身長得像母親，作為入贅女婿的父親，待人接物的溫柔彷彿與春相似的類型；面對兒子，平時都以客氣穩重相待、始於對他的羡慕、尊敬等模様。以擔當女性向化妆的形象代言人为契机，獨唱的工作爆炸性地增加，現在進行式就是月野宿舍中每日過得最忙的一個。化妝時都是偏暗，实际上不善于被花花绿绿地装饰，但本身就很上鏡，故此那样工作起來也滿容易的。因為一睡著就不易醒來，所以睡覺時會成為同房春與隼的惡作劇目標。當年長組到齊時，意外地會看到一點孩子氣。偶尔會帶點天然的個性，容易变成被玩弄的对象似的。荷包蛋是醬油派，拉麵也是醬油派。不只是辣的食物，連甜的食物也喜歡。因為過份顯眼，所以眼镜和帽子的微型變身是外出时必须品。順便一提，小東西和年小的人都不擅長推搪。（2014年設定）
喜歡(擅長)的事物：睡覺、課業全部、運動全部、武道全部、年紀小的人、動物、辣的東西、僕人收集、不自覺的鼓勵與鞭策。
不喜歡(不擅長)的事物：早晨、睡眠不足、熱、香水等氣味強的東西、あっちむいてほい(男生女生配)、遊戲全部、沒有責任感。
如月戀（Kisaragi Koi，聲：增田俊樹）
代表：02月　生日：2月14日　身高：170cm→179.5cm(初期→2022年) 血型：O型　年齡：15~25(初期→2023年) 搭檔：師走驅（12月男性）（通稱黑年少）
擅長各種話題，而且話題豐富。順帶一提，由於性格平易近人並且勤奮，所以不論男女都能成為朋友。是個情報通，偶爾會爆出讓人大吃一驚似的事情。雖然容易看似輕浮，但其實非常重情義，是個專一正直的好男人。不過，戀愛方面被當作「殘念」的角色是常有之事，不知為何是這樣。是如月愛（２月女生）的雙胞胎哥哥。即使是一個好哥哥，但周圍的評價總是認為妹妹比較果斷可靠的感覺。（初期設定）
興趣是購物與卡拉OK。負責組合的時裝管理，同時擔任Gravi的太陽和包辦各種各樣的小配件設計等等。與新是對吵鬧的好友，根据事案，兩人聯手會發揮杰出的效果。睡相糟糕房間乱七八糟的。右撇子、雙眼視力是1.5。精通所有遊戲的高手。月歌廣播，主要個性培養成MC的本事一流。（2013年設定）
驅、新與本人一併被稱作『飢餓兒童組』，看似是成長期餓死的軍團成員之一。是組合中的氣氛製造者，雖然有時當丑角，但也是個優秀的吐糟猛將。確定是第一犬系男孩的地位。特別在第1次接觸的時候，好像看得見梦幻的尾巴。時常容易亲近並且竭尽全力的，是被前輩組喜爱的类型。一如往常，「殘念」的行為過多,有嚴重的妹控傾象；另一方面，被少年組稱為最像「哥哥」的說話，因為很會照顧別人。天生開朗，在別人消沉的時候，總是好好鼓勵別人的角色。荷包蛋是醬油派。煎蛋是甜系。由化妝師開始、到員工、從關係者手中得到由糖果到雑貨類的各種各樣的東西。與驅共同販賣的工作較多。雖然似乎有想過「與其做偶像，倒不如做年輕的藝人？」的事情，但對本人而言很喜歡這種工作的節奏和得著，所以被視為親身體驗的寶物。（2014年設定）
Gravity的時髦代表，有相關活動時會非常活躍。最近身長不斷增加，偶爾搭檔驅(12月)看過來的眼神好痛。擅長利用手機收集情報，不論何時都有話題可說。特別是次文化(動畫)方面很強，放置在宿舍內的漫畫，大部分都是戀或新(4月)的。手遊方面也都有涉及，解謎類型、偶像養成，戰鬥類型的似乎也有。一般來說和陽很友好，大致上會一起玩遊戲。和自己的雙胞胎妹妹一起唱歌的目標達成，是個讓人羨慕的傢伙。戀妹控情節依然存在。是准考生，自己開始成立了讀書會，會向春(3月)或葵(5月)請教。春快點來就好了♪(2015年設定)
和搭檔驅(12月)一起，是Six Gravity的歡樂氣氛製造者。帶著開朗有精神的心情，今天也要加油。被始(用鐵爪功)教訓的次數減少了，因此最近開始發出要讓大家依靠他的狂言。平安無事地成為了大學生!一開始時對於課堂的時間分配、還有教室裡的氣氛感到困惑，但馬上就習慣，現在正享受著校園生活!是現役偶像，沒有特別變裝的話就不會引起騷動這一點雖然覺得很好，但還是認為有點可惜(殘念)(『就是那個人…』之類的，想被這樣說)。下一個目標是拿到駕照!和後臺的人員關係都很好，日常生活都有在聯絡的樣子。溝通能力一如既往地高明。(2016年設定)
喜歡(擅長)的事物：家人(妹妹)、甜的食物、聊天、打扮、遊戲全部、卡拉ok、笑話、動畫、漫畫、設計相關。
不喜歡(不擅長)的事物：鬼怪、英語、牙醫、沉默、沉重的氣氛、計畫性、整理整頓、帥哥、被說殘念。
彌生春（Yayoi Haru，聲：前野智昭）
代表：03月　生日：3月19日　身高：183cm→186cm(初期→2022年) 血型：O型　年齡：17~27(初期→2023年) 搭檔：睦月始（1月男性）（通稱黑年長）
穩重並溫柔的好青年。大家可靠的大哥哥。視力不算太差，因此眼鏡可時摘時戴。因為會關照別人也很客氣，所以年輕組都很仰慕，前輩組對他很信頼、基本上不會被什麼人討厭。睦月始（1月男生）的好友，就算跟脾氣大的他也能毫不在意地自然相處，有傳言指他實際上是大人物。苦於應對如月戀（2月男生）對他模特兒般的身高的羨慕。或許窺探不及的隱私背面藏有著不欲人知的另一面。（初期設定）
最近再次重拾小時候學過的鋼琴，似乎想彈爵士樂。绅士般善于聆聽，待人接物有道大受欢迎。年輕成員全都稱他為「把妹王」。興趣和工作都是輔佐他人與協助幕後工作。有3副眼鏡。選拔時最起勁的其實是母親。好像來自喜歡時髦並追星的家庭。現在飼養著2隻大型犬與1隻貓。（2013年設定）
現在依然和黑田有著不可思議的對抗關係。非說是關係惡劣，而是咸使小事化大，爆發沒有下限的爭執。仍然無法實現享受沐浴&修剪服務的夢。有2個妹妹，關係良好。在大學時想著要進入這個圈子，卻因為藝能生活與學習的兩邊抽不了時間而無法實現。可是，因为現在的生活充實，所以對本人而言彷彿感到滿足。獨唱後廣播的相關工作逐漸增加起來。當獨自在房間的時間會集中精神看書。與海一起支援領導者製作單元，所以也被視作「參謀」的角色。與那樣的海，有一起悠閒品茶、一起去購物等交情。充分發揮雜學王樣子，氣宇軒昂地出現並以『春百科』的用語作出解說。把妹王、壁咚王之類，得到各種封王稱號。另一方面,本體被稱作『今天的眼鏡也閃爆』。是始殿下喜歡的題材。（2014年設定）
喜歡(擅長)的事物：課業全部、輔佐、整理整頓、雜務、園藝、雜學、鋼琴、讀書、動物全部、紅茶。
不喜歡(不擅長)的事物：吵架、哇沙米(過辣的東西)、狹小髒亂的地方、沒事做、噪音。
卯月新（Uduki Arata，聲：細谷佳正）　singer:koyomi from 櫻men
代表：04月　生日：4月28日　身高：174cm→182cm(初期→2022年) 血型：AB型　年齡：17~27(初期→2023年) 搭檔：皐月葵（5月男性）（通稱黑年中）
基本上我行我素＆情緒不高。好比喻為陽光下的貓，懶洋洋的模樣。在對自己有興趣的事情上，儘管發揮壓倒勝的集中力和才能；但踫上不起勁的事情時，一動也不動非常棘手。很容易被認為無表情、冷淡、遲鈍。但是，本人根本毫不在乎別人的評價所以無問題吧？皐月葵（5月男生）是青梅竹馬的親友。只有對葵才會進行像正常人一樣的交流因而出名。（初期設定）
超級中意草莓牛奶。不擅於樂器的他能彈奏出美妙的音樂（新魔法）。不過，只有鈴鼓是擅長的，被稱為鈴鼓神（神タンバ）。飢餓兒童組之一。對美味食物的觸角敏銳。因為小時候喜歡劍術，所以舞台的武打場面出色並對此有著積極的一面。基本上不為所動。處變不驚並遵從自己做法。右撇子、雙眼視力是1.5。（2013年設定）
雖然跟戀也會吵架，但並不代表關係差,會戲稱戀為粉紅色頭的。當接近遊戲時的起勁與情緒，這種時候會搭擋力超群。有一個大2年名叫「優花」的姐姐，包括父母是一家4口。姐姐是始的大粉絲，好像與隼也有交流。儘管看似溫順的外表，行動力卻超群。把春惡作劇的巨熊標本，從月乃輪君手上獲得後放置房間。並自称開放的色狼，毫無自重。由於太過開放，反而得到很有男子氣概的評價。遇上快樂的事情會全力享受的類型。當淚與隼一起時會變得不得了。遊戲苦手。把葵的事都稱作好「王子」。逗著戀愛話題苦手但又認真的葵時，彷彿打從心底樂起來。對始的憧憬成為不變的目標。與始成為伙伴後，很明顯情绪高漲。在接受選拔的時候，親人開出的唯一條件是需求在高中三年级準備大学考試。每日的他都以自己方式努力工作與學習。（2014年設定）
喜歡(擅長)的事物：睡覺、草莓牛奶(甜的食物全部)、鈴鼓、瞎猜、數學、和食、動作片。
不喜歡（不擅長）的事物：鬼故事、古文、姊姊、粉紅色頭的、計畫性、醫院、戀愛電影、讀書、團體行動、鋼琴。
皐月葵（Satsuki Aoi，聲：KENN）
代表：05月　生日：5月5日　身高：173cm→178cm(初期→2022年) 血型：O型　年齡：17~27(初期→2023年) 搭檔：卯月新（4月男性）（通稱黑年中）
似乎過度清爽的爽朗美少年。笑容閃亮迷人。用那個閃亮的笑容，接受所有事情並且了不起的人物。不會發牢骚抱怨，是精神上很成熟的帥哥，本人曰：「在青梅竹馬的卯月新（４月男生）面前，也會看到童心未盡的部分。」…是秘密？當然受女生歡迎，甚至和男生關係也不錯，故很少被懷有偏見,至出道前收過48封情書,據說每封都有認真的回覆。與彌生春（３月男生）一起，守護容易暴走的组合成員，順便去幫助眾人是常有之事。（初期設定）轉換心情。因父親是獸醫而照顧動物出色。喜歡逛書店，對推理小説狂熱。惯用右手，但左手也能寫一些簡單的字。雙眼視力是1.0。非常體貼細心＆很好的傾聽者，就像大人物民謠歌手的孫子似的被受寵愛。（2013年設定）
哥哥是工程部4年的千尋（ちひろ）。溫柔穩重的新曰道「果然葵王子的哥哥是個感性的人」。順帶一提2個都長得像父親，皐月家在附近也算有名的帥哥一家。原本只有面對新才會展露孩童的自己，但現在連對組合成員也會這樣。偶爾會露出怕寂寞的一面。在接受選拔時開出的唯一條件是入大學，這個與卯月家的條件相同。兩家的交情好得會一起去家族旅行，好像兩位母親之間有很多話題去談。很會梳洗因而取名為「修剪王子」。當他手上有刷子時，任何粗硬的毛髮都能變得貼服！喜歡咖啡館。在舒服的空間，彷彿悠閒地喝茶便是治愈時間。稍稍會暈車，因應體質而常備暈車藥。根本很認真並勤勉。為此，不善於懶散地偷懶，卻好好惹怒了新。擅長科目是物理與英語。（2014年設定）
喜歡（擅長）的事物：課業全部、運動全部、照顧人、料理、照顧動物、整理整頓、讀書、乳製品。
不喜歡（不擅長）的事物：忿忿不平、逞強、吵架、爭執、發牢騷、戀愛問題、下流的話題、性騷擾。

#### Procellarum
是Six Gravity的兄弟亦同是對手。略稱為「Procella」。拉丁文包含「風暴」的意味。而且月亮上有名為「Procellarum盆地」的盆地存在。在2012年現在太陽系被認為是最大的衝突地形（月歌。廣播！小冊子　命名：fravashiさん）。舞台服飾以白色為主調，並配有慣用麥克風的手所使用的手套（設計師的特色）。
水無月淚（Minaduki Rui，聲：蒼井翔太）
代表：06月　生日：6月16日　身高：164cm→169cm(初期→2022年) 血型：B型　年齡：16~26(初期→2023年)  搭檔：神無月郁（10月男性）（通稱白年少）
母親是鋼琴家，父親是指揮家，分別是活躍世界級的知名音樂世家出生。擁有絕對音感並且音樂觸角超群的天才類型。在家排行第二的次男。大哥是怜（れい），比自己大２歲，與１月睦月始同級。淚從哥哥口中聽聞始的事，所以只是單方面認識他。音樂才能並不好的怜，嫉妒天生有音樂才能的淚。即使事情起因都過去了，淚仍然深受很大的傷害，現在身體還殘留著幾處傷痕。與哥哥的分歧，還有被強逼學習古典音樂的雙親對立，所以現在離家出走並留在海的家中。（初期設定）
滋賀出身。被視為掌上明珠的他，想要傾向音樂的生活，一個遠離尘世的地方。以暱稱「郁君」（いっくん）叫郁是他大冒險的結果。堅稱自己不是虚弱卻没有體力可言。入住宿舍一年。與哥哥也和解了，也受到成員的開解，一步一步跨過心牆，變得輕鬆愉快。喜歡布丁和蛋包飯。左撇子、雙眼視力是1.0。（2013年設定）
過度率直，看似已被隼灌輸各種各樣事情的模様，偶爾本人會拋出一面嚴肅的表情並展示強硬的手段。已被謠傳有稍稍魔王化的進展了…真是這樣嗎。他人與自己都承認是個貓控，本人根本就是貓科。在「什麼投票」，精湛的成員之中獲得最像貓第１位。帶點任性無法猜透的貓之行動？堅稱自己體力已回來了，但還是比普通人差。順帶一提，身體不好、敏感肌膚是貓舌、低血壓，還有各種名樣的纖細之處。有一年時間變得不能在眾人面前彈奏鋼琴的抗拒反應，但伙伴郁卻露出想積極聽演奏的樣子。為其他成員提供樂曲是夢想，在春天的粉絲祭典，為自己的新祭典作曲是第一步。有獨特的世界觀，說恐怖話題也能冷靜。表情毫無改變。最近對保齡球狂熱。是個藝術品味沒救的畫家，卻毫無自覺。跟哥哥怜偶爾品茶交流。（2014年設定）
擁有絕對音感，才能洋溢的天才。有一段時間逃避了鋼琴，但現在周圍充滿能夠理解和支持他的溫柔人們，日常生活中也開始重新去接觸鋼琴了。從幼年期開始就幾乎都在國外和鋼琴中渡過，因此日本方面的常識非常欠缺。對於海外的常識比較充足，也會日常方面的英文會話(書寫部分則是微妙)。因為生長的經歷特殊、或者天生如此，擁有不可思議與感性的獨特思考迴路，貪婪地吸收著各種資訊。對於隼(11月)那新穎無用又多餘的知識特別覺得有趣。在體力方面需要『努力吧』的程度，至今依然如此。每天都和其他成員做伸展操，但實在沒什麼體力基礎，馬上就累壞了。（2015年設定）
擁有絕對音感的才能得天獨厚，擅長鋼琴，興趣是作詞作曲。從志季(Solids)那得到啟發，開始考慮替自己以外的團體作曲。最喜歡搭檔的郁(10月)! 常被人說『肉麻』。讓旁人覺得肉麻害羞(但本人卻覺得普通)的兩人對話，是procellarum的日常之一。喜歡惡趣味的小魔王形象在穩定成長中，讓隼(11月)很高興。但在一起時間比較長的海(7月)和郁(10月)卻變成了玩弄的主要對象。今天procellarum也傳來了歡鬧的悲鳴。體力方面已經成了一大挑戰，相較於之前，已經非常努力，也接近一般人的水準。但因為其他成員的體力也在不斷增加，因此還是在『繼續加油吧』的範圍。最近開始和郁(10月)一起慢跑了。（2016年設定）
喜歡(擅長)的事物：郁君、睡覺、鋼琴、音樂、歌、哥哥、布丁、鬼故事、大和(ヤマト)、雨、紫陽花(繡球花)、彩虹、有水的地方、洗澡。
不喜歡(不擅長)的事物：雙親、人多的地方、噪音、說話快的人、肉、紅蘿蔔、蔥、苦的東西、辣的東西、早晨、炎熱、寒冷、所有的運動。
文月海（Fuduki Kai，聲：羽多野渉）
代表：07月　生日：7月15日　身高：186cm→187cm(初期→2022年) 血型：O型　年齡：19~29(初期→2023年)  搭檔：霜月隼（11月男性）（通稱白年長）
現時非常少有的6兄弟姊妹的長子。比學習更希望自立，借助高中時期身兼多份兼職去培養人脈關係，畢業後不繼續晉升反之開設萬事屋。不拘小節的性格導致他在同性間十分受歡迎。也是許多女性依賴的對象，但本人似乎對此十分不擅長。在小時候，發生過初戀對象的女孩子病死的事。把水無月涙接回來、在各方面都照顧著他。是一個很好的家長。因祖母的出身是大阪，所以他的出身地也是大阪。（初期設定）
在10歲的時候因初戀的女孩因心臟病離世、這件事在他的人生帶來很大的影響。高中時是全國數一數二的足球部主將、似乎也有職業的足球隊來邀請他加入。因為是Procella的照顧擔當,所以事務所方面也相當信賴他。右撇子、雙眼視力是1.5。（2013年設定）
因為對待弟妹時產生摸頭習慣的關係，對誰都可以毫不在乎地摸頭，被稱之為「笑臉的訓獸師」，最近也接到過「始被你傳染了嗎？」這樣的提問。另外還擁有「大家的大哥」這樣的稱號。一個人生活過的關係，會做男子漢風格的料理。薑燒豬肉還挺美味的。獲有像父親、具狗狗氣息的評價。從隼那邊得到了「無自覺的怪人」的稱號。無論面對什麼都能接受的開闊胸襟這點總之就是強者。因為接受度過頭的關係，被陽吐槽過「對隼太放縱了」。喜歡糖果。口袋裡總是有小糖果這樣的東西。個人活動的部分，幾乎是體力派的外景工作，像是挑戰釣金槍魚、農場工作、秘境探險，不禁讓人產生「像偶像的工作在哪？」這樣的想法。而且本人似乎也喜歡那些活動的樣子。也常接下需要跨夜的工作。跟隼的隨從榊(さかき)先生是mail友，泡茶的方式是從他那邊直接學來的。鍾愛高卡洛里高鹽分食物(垃圾食物/Junk food)，特別是拉麵。對淚會進入親笨蛋的模式(認為我家的孩子最可愛、我家的孩子最棒了的家長)。（2014年設定）
喜歡(擅長)的事物：運動全部、肉體勞動、照顧人、雜務全部、糖果、煙火、祭典、家人、海、夏天。
不喜歡(不擅長)的事物：生病、受傷、醫院、沒吃完的食物、悲劇。
葉月陽（Haduki You，聲：柿原徹也）
代表：08月　生日：8月13日　身高：176cm→183cm(初期→2022年) 血型：O型　年齡：17~27(初期→2023年)  搭檔：長月夜（9月男性）（通稱白年中）
崇尚女尊男卑的「男人之敵」。家裡是很氣派的寺廟所以家境很不錯。作為隨性的三男成天遊手好閒，但是似乎有繼承家業的意思？不管對人還是食物都有自己一套奇特的標準，偏好非常嚴重。因其飄忽不定的言行，周圍人經常被耍弄，是個麻煩的傢伙。看起來很輕浮，但其實是個堅守義理，單純死心眼的人 ……但是這點死也不想被別人知道（本人透露）。會在奇怪的地方害羞，這個是從小一起長大的長月夜（9月男性）透露的。和如月戀（2月男性）似乎性格很合拍。兩個人經常湊一起說些白痴的事情然後非常嗨皮。超喜歡咖哩。宣揚咖哩萬能，自己也經常做。興趣是散步和看時尚雜誌。公然宣稱喜歡年紀大的，女朋友也多是年長女性。
另一方面，他經常和比自己年紀小的郁淚湊到一起觀察他們的各種反應，還和戀一起嗨皮，因此傳言他可能很會照顧人。和從小一起長大的夜在中學的時候曾有過幾乎不說話的時期。在DRAMA裡可以看出，他心裡其實相當在意這件事。喜歡開闊人少的高處。據本人稱因為“有種成為王者的感覺”。因為討厭束縛所以不擅長限制多的集體活動。因為一切看心情，所以會有能做到但卻不去做的時候。跟夜的爺爺是天敵，因為爺爺看到他的臉就會數落他，所以他見到爺爺就跑。右撇子，視力右眼1.2左眼1.0。他認為自己的臉不適合戴眼鏡，所以相當執著的絕對不讓視力變差。
喜歡(擅長)的事物：睡覺、賴床、女生、舞蹈、咖哩、設計相關、自由、高的地方、年長的人、開放感、散步、打扮。
不喜歡(不擅長)的事物：束縛、規律、團體行動、長月的爺爺、男生、運動會式的精神、青椒。
長月夜（Nagatsuki Yoru，聲：近藤隆）
代表：09月　生日：9月7日　身高：173cm→177cm(初期→2022年) 血型：A型　年齡：17~27(初期→2023年)  搭檔：葉月陽（8月男性）（通稱白年中）
是組合「Procellarum」的良心，跟葉月陽（8月男性）從小一起長大，也是公認的能管住陽的人。穩重的不像17歲少年，有時會有老成、超脫的一面。因為非常誠實認真，所以在年齡大的人群里人氣極高。非常靈巧，做飯一流。即使是女性至上主義的陽也說“做飯的話夜就是第一”。不管是法式、中式、意式料理還是甜點都能做。但是最拿手的還是被稱為“媽媽的味道”的和式家常菜。老家是奈良。修學旅行到東京玩的時候，在涉谷遇到白田，因為這個契機跟陽一起被星探選中。因為喜歡做飯，有時候會負責宿舍成員的伙食。在這方面成員有什麼無理要求也都能輕鬆解決。經常跟VIV的皋月葵一起被稱為高女子力組合。不知道該高興還是……
是右撇子，但是做飯的時候兩隻手都能用。視力兩隻眼都是0.6。進入高中以後視力迅速下降所以有點著急。但是不喜歡眼鏡（戴眼鏡會頭痛）所以沒有戴。而隱形眼鏡又很不會戴所以挫敗中。不知是不是不因為總是做點心，身上似乎總有一股甜甜的味道。據說黑田和白田經常跟在他後面。字如其人，漂亮而且字體清晰。長月家代代都是陽家寺院的信徒，並參與經營維持，所以因為家族的原因，兩人從出生開始就在一起了。中學時代曾有過疏遠的時期不過現在關係很好。
偶爾會展現出天然的一面，也有被人稱呼為『天然呆』『奈良的天然王』的時候。
喜歡(擅長)的事物：料理、觀星、讀書、工作事務、照相、小東西、可愛的東西、陽特製咖哩、照顧別人、所有的動物。
不喜歡(不擅長)的事物：下流的話題、戀愛問題、被拍照、無理取鬧、被注目、積極性、吵架、獨唱。
神無月郁（Kannaduki Iku，聲：小野賢章）
代表：10月　生日：10月21日　身高：165cm→181cm(初期→2022年) 血型：O型　年齡：16~26(初期→2023年)  搭檔：水無月淚（6月男性）（通稱白年少）
充滿元氣、積極前進的少年，運動神經出類拔萃、體育全能，想挑戰的來吧!個性穩重，也不忘關心周遭的人，誰都認同的男子漢(男前)性格。是個對於隼(11月)突發性的言語也不會動搖的大人物。憧憬的人是春(3月)和海(7月)，目標是成為高大成熟的男人。和淚(6月)同年，正在努力跟人培養感情，最近淚總算習慣了，被稱呼為郁君(いっくん)就是證明?(初期設定)
兵庫出身，體保生，在體育社團強悍的大阪私立高中就讀。運動全能，特別喜歡跑步，因此加入田徑部，200m和400m有全國大賽的水準，順便一提，他就是在全國大會中被星探發現的。體型雖小、器量卻很大的男子漢，不拘小節、在向前邁進的同時也能關心注意周遭的事物。現在演藝活動、學業、社團三方面同時進行中，雖然每天都很辛苦，但因為是自己的決定所以很努力。有個姊姊，相像程度到被人誤以為是雙胞胎。覺得偶像的服裝很羞恥，曾感嘆這是工作上最辛苦的一件事。和淚的友情發展是現在進行式，因為之前沒遇過這種類型的，有點不知該怎麼拿捏距離，現在大致適應了。右撇子，雙眼視力都1.5的健康兒童。(2013年設定)
在普通的家庭出生，給人普通的感覺，和陽(8月)是Procellarum中珍貴的吐槽役。最近搭檔淚(6月)有小魔王化的趨勢，雖然戰戰兢兢，但淚(6月)和隼(11月)都樂在其中，因此覺得這樣也沒什麼不好。姊姊的運動神經也很優秀，隸屬羽毛球社團。偶像的服裝偶爾會被人戲弄、也會被用郵件鼓勵，朋友也努力幫他宣傳應援。大多的時間都在移動中(東京到大阪通學)，在坐新幹線時會寫作業、工作或小睡一番，有效地利用時間。對淚(6月)而言如英雄、王子殿下一般的存在，雖然覺得害羞，但想要達成人這樣的期待，這是少年心中的決意。雙親都是到了大學以後才開始長高，自己也預測自己大概會如此，實際上這兩年身高在大幅成長中，和戀(2月)併列為最大值。難得的休假拿來和淚(6月)一起遊玩、或和年少組一起吃飯。(2014年設定)
誰都認同的男子漢，對每個人都有禮貌，對年長者也很好。在常常失控爆走的procellarum的團員中，和陽以吐槽者的角色活躍著。但對淚(和夜)卻很寬容。過著田徑隊和學校及工作多方面兼顧的生活，這樣努力的結果，在今年用田徑的專長推薦上了東京的大學。因為要離開老家而覺得煩惱，但移動時間和練習方面也必須做很多考慮。和家人協商後的結果，在上大學的這段期間，開始正式的偶像宿舍生活。以廣播形式直播的『ツキウタ。ラジオ(月歌。劇場)』，通稱『ツキラジ』中，和淚(6月)擔任主持的工作。在宿舍生活裡培育出的吐槽屬性讓他可以很快就回擊，使節目能輕鬆進行這方面很有名。但某首領開始爆走後還是敵不住，這是必須再修行的地方。(2015年設定)
雖是年少組，但是無可爭議的男子漢。有禮貌、正直和堅強。一直都用盡全力努力向前的運動少年。今年春天到東京的大學念書，田徑和偶像方面也努力加油中。團體成軍以來，身高不斷增加，外表和內心也有顯著的成長。Procellarum裡非常貴重的吐槽角色。但對搭檔的淚(6月)稍微放任了些。夜(9月)、淚(6月)，偶爾還有隼(11月)，會以『いっくん(郁君)』的綽號稱呼他。在穿著中華風的衣裝拍攝『月歌奇譚・太極傳奇』時，和(魔界的)熊貓--『笹熊１号』相遇，並收養為寵物。那骨碌碌轉時，黑白相間的毛很療癒。在procellarum的廣播中，主要擔任節目的主持。由於搭檔淚(6月)的話不多，實質上幾乎都是他一個人在說話，最近似乎從中找到了樂趣，和驅(12月)及戀(2月)一起磨練說話的技巧中。(2016年設定)
喜歡(擅長)的事物：能活動身體的所有事、肉類料理、所有的動物、100%果汁、早晨的空氣、曬得暖烘烘的棉被、開闊的空間。
不喜歡(不擅長)的事物：壞話、怠惰、忿忿不平、背東西、動也不動沒做事、回籠覺的魔力、物理、數學。
霜月隼（Shimotsuki Shun，聲：木村良平）
代表：11月　生日：11月24日　身高：181cm→182cm(初期→2022年) 血型：AB型　年齡：18~28(初期→2023年)  搭檔：文月海（7月男性）（通稱白年長）
隨心所欲、不按牌理出牌，臉上掛著意味深長微笑的魔王大人，通稱「白色魔王」。美青年，Procellarum的隊長，以不可思議的領袖氣質率領著隊伍。微笑與言行舉止耐人尋味，難以了解其內心，雖然外貌給人這樣的感覺，但根據親近的人所言，似乎並不是那回事。
事實上是出自自古便與皇室有所往來的京都名門的少爺，因此有著不通世俗的一面。就讀西日本首屈一指的私校，三年級時與始、春三人是爭奪全國模擬考試上位者的競爭關係。與前兩位在出道前並沒有直接接觸，但從那時起便對那兩人有深刻的印象。（2013年設定）是始的超級粉絲,擁有始的粉絲俱樂部NO.6號會員卡。
喜歡(擅長)的事物：睡覺、暗黑和神聖魔法全部、召喚魔法、攻擊咒文、回復咒文、狀態變化無效、魅惑和毒及石化攻擊、魔力∞、人類、睦月 始（1月）、哈根達、茶會時光。
不喜歡(不擅長)的事物：無聊、束縛、強制、停滯、工作。

### 女子組合

#### Fluna
聖克麗絲（Hijiri Kurisu，聲：金元壽子）
代表：12月　生日：12月25日　身高：143cm→150cm (初期→2019年) 血型：B型　年齡：13~23(初期→2023年) 搭檔：桃崎雛（3月女性）
普普通通，卻著實是個單純直率的“小公主”，是11月女性天童院椿的髮小。
喜歡直言不諱的打直球方式，會讓人覺得有點刻薄。但其實是個極愛哭、經不起挫折的孩子。但是出於自尊，極不願讓他人看到自己的弱點。
小小年紀內心卻懷著對女神的嚮往，於是便展現出自己勤奮努力的一面，得到的結果便是成為跳級的1年級的學年主席。擅自將花園雪（1月女性）當做自己的對手。
想到什麼便立刻行動，結果使周圍的人備受折磨。白忙一場和遺漏什麼東西的時候時常發生，因此也有“值得愛憐的笨蛋”這一類打不動的稱號.（雖然本人不知道）
擁有像是被神明附體一樣的幸運。
花園雪（Hanazono Yuki，聲：今井麻美）
代表：01月　生日：1月22日　身高：168cm→169cm (初期→2019年) 血型：A型　年齡：15~25(初期→2023年) 搭檔：如月愛（2月女性）
擁有一頭漂亮黑髮的溫柔女生，和外表一樣一本正經，是高貴優雅的“皇后”。
一年級時因為成績優秀便一直擔任學生會主席的三年級生，是學園代表。作為“最靠近女神的少女”，關注度十分高。
身材修長有著模特兒體型的標準美少女是全校學生的嚮往。但在另一方面，被當做高嶺之花的她其實十分在意同級生對她敬而遠之的事情。
討厭散漫與懶惰，對自己和他人都十分嚴格，但也是個很會照顧別人並且很有決斷力的女生，所以經常作為領導一類的角色。
如月愛（Kisaragi Ai，聲：MAKO）
代表：02月　生日：2月14日　身高：163cm→168cm (初期→2019年) 血型：O型　年齡：15~25(初期→2023年) 搭檔：花園雪（1月女性）
擁有蓬鬆秀髮的治癒系少女。
性格溫和文靜，不喜歡與人鬥爭。一直默默的關心別人，行為舉止優雅，總能博得周圍男生的喜愛。
是聖克麗絲（12月女性）任性之後的最大受害者。
擁有令人驚艷的極致身材，這也是倍受歡迎的原因之一。
如月戀（2月男性）的雙胞胎妹妹，總是提心吊膽的為輕浮的哥哥擔心。順帶一提，呵斥哥哥的時候她可是十分恐怖的。
桃崎雛（Momosaki Hina，聲：大久保瑠美）
代表：03月　生日：3月3日　 身高：152cm→157cm (初期→2019年) 血型：O型　年齡：14~24(初期→2023年) 搭檔：聖克麗絲（12月女性）
溫柔爽朗的女孩子，已經是二年級生卻常常被誤認為是一年級的。
自我主義&悠然自得，但基本上做什麼都很努力。
感情用事是個愛哭鬼。當被比自己小的克麗絲（12月女性）所欺負，或是被千櫻（4月女性）所捉弄時、便哭鬧著糾纏愛（2月女性）。
十分期望自己也能有愛那樣的身材並對此抱有野心。
雖說有些靠不住，但責任心還是蠻強的。勤懇踏實的努力家，一旦決定就要一直做下去的骨氣。意外的有固執的一面，想要讓進入頑固模式的她改變主意簡直是難上加難。
兔川千櫻（Togawa Chisa，聲：野中藍）
代表：04月　生日：4月6日　身高：158cm→165cm (初期→2019年) 血型：B型　年齡：15~25(初期→2023年) 搭檔：結城若葉（5月女性）
如同名字中的「兔」字一樣，總是在追求快樂的陽光少女。
喜歡各項活動，經常搞出各種紀念日來慶祝。調整氣氛的任務就交給她吧！
有點天然又有些笨拙，但是一直積極奮進毫不氣餒。喜歡說話容易與人親近，有許多好朋友。
在父母感嘆著本想把她培養成大家閨秀才取了這樣文藝的名字...的環境中慢慢成長，被父母所愛。
與若葉（5月女性）是摯友。
結城若葉（Yuki Wakaba，聲：內山夕實）
代表：05月　生日：5月20日　身高：164cm→167cm (初期→2019年) 血型：O型　年齡：15~25(初期→2023年) 搭檔：兔川千櫻（4月女性）
清爽的運動系美少女。
擅長且十分喜歡運動，尤其是短跑，還常被選為參賽選手
說話乾脆果斷，多次被選為帶頭人。
討厭拐彎，有強烈的正義感，給人一種當機立斷的男子漢氣概，女性粉絲的數量似乎十分可觀。
喜愛動物（特別是狗），還有顏色豐富造型可愛的小物件。
千櫻（4月女性）的摯友，憧憬的對象是性格氣質和自己完全相反的雪（1月女性）和愛（2月女性）。

#### Seleas
照瀬結乃（Terase Yuno，聲：佐藤利奈）
代表：06月　生日：6月25日　身高：170cm→172cm (初期→2019年) 血型：A型　年齡：17~27(初期→2023年) 搭檔：姬川瑞希（7月女性）
女校中爽朗帥氣的王子殿下。周圍沒有男生，雖然苦笑著，但心裡卻引以為豪。
母親是現在的女神，因為非常忙所以幾乎沒有在家的時候。取而代之的，是頑固的父親一直在看管她，結果就變成了一個有男子氣概的女孩子。
運動全能成績也十分優秀，是那種能好好預習與復習的類型。
十分喜歡可愛的東西，看見的話情緒就會十分高漲。因為那時的言行舉止都有點奇怪，所以周圍的人看見就像換了個人似的。
和瑞希(7月女性)在入學前就是非常好的朋友。彼此都認為對方有自己所缺少的東西。
姬川瑞希（Himekawa Mizuki，聲：石上静香）
代表：07月　生日：7月10日　身高：167cm→168cm (初期→2019年) 血型：A型　年齡：17~27(初期→2023年) 搭檔：照瀨結乃（6月女性）
頭腦清晰、十分溫柔的大家的姐姐。
基本沒有什麼需要擔心的，無論何時都是十分優雅並深得老師信賴的學生會會長。
雖然出身於月亮上的社會中家喻戶曉的名門，親戚和本家都一直稱她是公主，但是本人卻是不擺架子有著非常容易親近的性格。
與結乃(6月女性)是好朋友。目前為止對周圍都不太有興趣，和結乃聊過後便轉入了意氣相投的模式。
也不是說完全認真的一邊倒，喜歡稍微有些淘氣的惡作劇，主要的目標或者說犧牲者是結乃
元宮祭莉（Motomiya Matsuri，聲：大坪由佳）
代表：08月　生日：8月18日　身高：157cm→164cm (初期→2019年) 血型：B型　年齡：16~26(初期→2023年) 搭檔：朝霧茜（9月女性）
實驗、發明和節日都十分喜歡的科學狂人。
有著天才般的頭腦，從小開始就多次試驗並驗證成功。因此獲得了專利，年紀輕輕就累積了自己的財產。
是只要集中起來就會無視周圍的類型。是個一旦沉迷於所熱衷的試驗中便會廢寢忘食的女孩，與這種人一同生活，是同房的茜(9月女性)的職責。
平時是情緒低落懶得說話的餓著肚子的角色的模式，但一旦涉及到自己感興趣的話題就…？
自製的終端機「ねぶたん」，謠傳是一個與傻乎乎的外表相反的，隱藏著出人意料的超高性能機器。
朝霧茜（Asagiri Akane，聲：福原香織）
代表：09月　生日：9月11日　身高：156cm→159cm (初期→2019年) 血型：O型　年齡：16~26(初期→2023年) 搭檔：元宮祭莉（8月女性）
由奶奶帶大的孩子，爽朗溫柔的姐姐。
雙親是很有能力的研究員，因為工作的原因經常無法回家導致二人都缺乏生活能力，家裡所有的事情都由女兒負責。洗衣服做飯之類的事情都交過來吧！
在宿舍裡和祭莉(8月女性)是同房，因為她和父母一樣喜歡研究，忍不住就像以前那樣照顧起來了。
非常喜歡和風的小物件和雜貨之類的東西，同樣也喜歡收集漂亮的和紙。
照顧著兩個伶牙俐齒的弟弟，家務和學習都在努力著。「以成為女神為目標努力吧！」
伊地崎麗奈（Ichisaki Reina，聲：黑澤朋世）
代表：10月　生日：10月3日　身高：149cm→155cm (初期→2019年) 血型：O型　年齡：14~24(初期→2023年) 搭檔：天童院樁（11月女性）
明快爽朗十分有精神的人氣人物。
對漫畫、動畫等地球上的次文化類話題十分瞭解。是個對椿(11月女性)也能毫不留情進行吐槽的厲害角色。
對創造豐富話題十分來勁。無論對方說什麼都不害怕。人脈很廣，很擅長聊天。
住宿的時候曾被父母監視過，因此才變得持重了一點。半夜會一邊看實況轉播的動漫一邊嘟囔著喜歡。是個完全的夜貓子，一到晚上就睡不著。因為熬夜的緣故，早起便成了一件十分痛苦的事情。
與其說是對占卜、魔法這類的事情十分喜歡，倒不如說是深信不疑。喜歡聽天由命悠哉行動自由的生活。
天童院椿（Tendouin Tsubaki，聲：上坂堇）
代表：11月　生日：11月11日　身高：145cm→150cm (初期→2019年) 血型：AB型　年齡：14~24(初期→2023年) 搭檔：伊地崎麗奈（10月女性）
無法預測的行動，意味深長的發言，安定的11月擔當的少女。
喜歡自由，討厭束縛，也不喜歡集體行動。
用惡毒的話語歌頌愛，但歸根結底就是喜歡說一些毒舌的話。
據說和Procella的隼(11月男性)是「同一個體的另外存在的・這一結果的可能性」。
直到住進宿舍之前，因為克麗絲離椿家住得近，很早就認識，持有童年玩伴兼競爭對手兼好朋友這麼多稱號。
臉上浮現著意味深長，優雅的深不見底的微笑，今天的她也在守護著成員們。
始控。

### 其他角色

#### 經紀人
月城奏（Tsukishiro Kanade，聲：山中真尋）
生日：12月4日
身高：175cm
血型：A
年齡：35
Six Gravity的經紀人，在此之前是大學講師。總是面帶微笑的大哥哥，喜歡用敬語和人說話。
黑月大（Kurotsuki Dai，聲：間宮康弘）
生日：8月24日
身高：189cm
血型：O
年齡：36
Procellarum的經紀人，在此之前是警察。個子很高總是穿著西裝，在女性之中人氣很高。

## 動畫第一季
2014年11月9日，在AGF舞台上宣布TV動畫化，以男子組合Six Gravity和Procellarum為主角，以「月歌。THE ANIMATION」為標題，於2016年7月6日開始播放。
聲優與系列CD相同。

### 製作人員
- 原作：（Movic）
- 角色原案：
- 監督、系列構成：川崎逸朗
- 角色設計：番由紀子
- 副角色設計：八尋裕子
- 道具設計：久我嘉輝
- 總作畫監督：番由紀子、高橋敦子、石川健介
- 美術監督：松本浩樹
- 色彩設計：佐野ひとみ
- 攝影監督：增野真衣
- 3D導演：西田映美子
- 編集：松原理惠
- 音響監督：清水勝則
- 音樂：神津裕之
- 音樂製作人：西澤雅巳
- 執行製作人：大村惠一
- 製作人：清水修、小澤一由、吉田敦則、桂島菜央、上治知世、今和泉翔光
- 動畫製作：Studio Pierrot
- 製作協力：Pierrot PLUS
- 製作：月歌。製作委員会

### 主題曲
片頭曲
「GRAVITIC-LOVE」（單數集數）
作詞、作曲：月野尊，編曲：zakbee&KAN TAKAHIKO
主唱：Six Gravity［師走驅（梶裕貴）、睦月始（鳥海浩輔）、如月戀（增田俊樹）、彌生春（前野智昭）、卯月新（細谷佳正）、皐月葵（KENN）］
第一、十二話作插入曲使用。
「LOLV -Lots of Love-」（雙數集數）
作詞、作曲：月野尊，編曲：KAN TAKAHIKO & zakbee
主唱：Procellarum［水無月淚（蒼井翔太）、文月海（羽多野涉）、葉月陽（柿原徹也）、長月夜（近藤隆）、神無月郁（小野賢章）、霜月隼（木村良平）］
第二、十二話作插入曲使用。
片尾曲
「stella〜〜」（第1話）
作詞、作曲：，編曲：colate，主唱：師走驅（梶裕貴）
「initium〜〜」（第2話）
作詞、作曲：，主唱：睦月始（鳥海浩輔）
「amor〜〜」（第3話）
作詞、作曲：，主唱：如月戀（增田俊樹）
「ver〜〜」（第4話）
作詞、作曲：，主唱：彌生春（前野智昭）
「cerasus〜〜」（第5話）
作詞、作曲：，主唱：卯月新（細谷佳正）
「caelum〜〜」（第6話）
作詞、作曲：Nem，主唱：皐月葵（KENN）
「pluvia〜〜」（第7話）
作詞、作曲：，主唱：水無月淚（蒼井翔太）
「mare〜〜」（第8話）
作詞、作曲：，主唱：文月海（羽多野涉）
「sol〜Happy!Phew!〜」（第9話）
作詞：鳥居羊，作曲：，主唱：葉月陽（柿原徹也）
「nox〜〜」（第10話）
作詞、作曲：，主唱：長月夜（近藤隆）
「athletic〜Never Ending Challenge!!〜」（第11話）
作詞、作曲：takamatt，主唱：神無月郁（小野賢章）
（第12話）
作詞、作曲：，主唱：霜月隼（木村良平）

### 插入曲
（第3話）
作詞、作曲：月野尊，編曲：滝沢章，主唱：月城奏（山中真尋）、黑月大（間宮康弘）
（月之歌）（第13話）
作詞、作曲：月野尊，編曲：滝沢章，主唱：Six Gravity & Procellarum［師走驅（梶裕貴）、睦月始（鳥海浩輔）、如月戀（增田俊樹）、彌生春（前野智昭）、卯月新（細谷佳正）、皐月葵（KENN）、水無月淚（蒼井翔太）、文月海（羽多野涉）、葉月陽（柿原徹也）、長月夜（近藤隆）、神無月郁（小野賢章）、霜月隼（木村良平）］

### 各話列表
| 話數   | 日文標題        | 中文標題       | 劇本       | 分鏡            | 演出                                                                           | 作畫監督 | 片尾插畫 |
| ------ | --------------- | -------------- | ---------- | --------------- | ------------------------------------------------------------------------------ | --- | -------- |
| 第1話  | 握手会にかける! | 握手會的偶遇！ | 川崎逸朗   | 川崎逸朗        | 川崎逸朗                                                                       | 伊勢奈央子、阿萬和俊、番由紀子、野崎將也 清水勝祐、廣尾佳奈子、真部周一郎 |          |
| 第2話  | 鏡細工のココロ  | 工藝品鏡之心   |            | 川崎逸朗        | 徐惠真                                                                         | 番由紀子、八尋裕子、伊部由起子、大竹紀子 伊勢奈央子、阿萬和俊、宮本幸子、新宮祐介 野崎將也、有泉洋子、船道愛子、下島誠 內原茂、臼田美夫、Shin Min Seop Shin Hyung Sik、Kim Eun Ha | 志島     |
| 第3話  |                 | 春色眷戀       | 川崎逸朗   | 川崎逸朗        | 川西泰二                                                                       | Kim Yoon Jung | 津田     |
| 第4話  |                 | 新的道路       |            | 小柴純弥        |                                                                                | Chang Bum Chul、Kim Yu Mi | 沙月     |
| 第5話  |                 | 與過去的邂逅   | 川崎逸朗   | 前屋俊廣        | Shin Min Seop、Shin Hyung Sik Kim Eun Ha、Seo Jung Duk Jung Chul Gyo、石崎裕子 | 七緒二三 & mons |          |
| 第6話  |                 | 名偵探戀！？   | 川崎逸朗   | 川崎逸朗        | 杉村苑美                                                                       | 清水博幸、山村俊了 Lee Jung Hoon |          |
| 第7話  |                 | 睦月始探險隊   | 川崎逸朗   | 小岩井礼文      | 川西泰二                                                                       | Kim Yoon Jung、Chang Young Sun |          |
| 第8話  |                 | 圓圓的月亮     |            | 松井仁之        | 松本正幸                                                                       | 高橋敦子、八尋裕子 | 石上靜香 |
| 第9話  |                 | 似曾相識的夜   | 川崎逸朗   | 徐惠真 道家師氏 | 船道愛子、山下惠、山村俊了、粟井重紀 Shin Min Seop、Shin Hyung Sik             | |          |
| 第10話 |                 | 葵之炎         | 川崎逸朗   | 川崎逸朗        | 秦義人                                                                         | 石崎裕子、小林由香里、服部憲司 Shin Min Seop、Shin Hyung Sik |          |
| 第11話 |                 | 迷惘一隼       |            | 室井富美江      | 川西泰二                                                                       | Kim Yoon Jung、Chang Young Sun | 水瀨藍   |
| 第12話 |                 |                | 小岩井禮文 | 長濱亘彥        | Shin Hey Ran、Shin Min Seop Shin Hyung Sik、Jung Chul Gyo                      | |          |
| 第13話 |                 | 月歌           | 川崎逸朗   | 川崎逸朗        | 川崎逸朗                                                                       | 番由紀子、高橋敦子、八尋裕子、伊部由起子 內原茂、Shin Min Seop、Kim Eun Ha Lee Sang Jin                                                                                           |          |

### 播放電視台
日本深夜動畫：下文記載的日本国内播放時間使用日本標準時間（UTC+9）表示。因為部分時間标识會採用30小时制，因此請留意这类超过24:00的时间，其實際播放時間為翌日清晨。
| 播放日期       | 播放時間（UTC+9）                     | 播放電視台  | 播放地區 | 備註               |
| -------------- | ------------------------------------- | ----------- | -------- | ------------------ |
| 2016年7月6日－ | 星期三 23時00分－23時30分             | TOKYO MX    | 東京都   |                    |
| 2016年7月6日－ | 星期三 23時00分－23時30分             | BSスカパー! | 日本全國 | BS/CS放送          |
| 2016年7月7日－ | 星期四 0時00分－0時30分（星期三深夜） | SUN電視台   | 兵庫縣   |                    |
| 2016年7月7日－ | 星期四 1時00分－1時30分（星期三深夜） | 京都放送    | 京都府   |                    |
| 2016年7月7日－ | 星期四 2時00分－2時30分（星期三深夜） | BS11        | 日本全國 | BS放送 /『ANIME+』 |
| 2016年7月7日－ | 星期四 2時35分－3時05分（星期三深夜） | 愛知電視台  | 愛知縣   |                    |

## 動畫第二季
2018年11月9日，官方在推特上宣布「ツキアニ。２」 製作決定，以男子組合Six Gravity和Procellarum為主角，以「月歌。2 THE ANIMATION」為標題，2019年11月9日，官方在推特上宣布「ツキアニ。２」会在2020年4月播出。

### 製作人員
監督：西本由紀夫
系列構成：高橋ナツコ
角色設計：千葉道徳、横山 愛
動畫制作：Children's Playground Entertainment
原作・故事原案：ふじわら（ムービック）
人物原案：じく

### 主題曲
片頭曲
歌名：Paint It Black
作詞、作曲、編曲:未定
主唱：Six Gravity［師走驅（梶裕貴）、睦月始（鳥海浩輔）、如月戀（增田俊樹）、彌生春（前野智昭）、卯月新（細谷佳正）、皐月葵（KENN）］
歌名：White Sparks
作詞、作曲、編曲:未定
主唱：Procellarum［水無月淚（蒼井翔太）、文月海（羽多野涉）、葉月陽（柿原徹也）、長月夜（近藤隆）、神無月郁（小野賢章）、霜月隼（木村良平）］

## 商品資訊

### 角色單曲

#### 一期單曲
| 月份 | 新曲標題                      | REMIXE歌曲標題                                           | 性別 | 演出歌手   | 發售日        |
| ---- | ----------------------------- | -------------------------------------------------------- | ---- | ---------- | ------------- |
| 01月 | 氷輪紫鬼                      | 慕情春海~比翼篇~（原曲：春の海）                         | 男   | 睦月始     | 2013年1月11日 |
| 01月 | 六花撫子                      | 慕情春海~愛染篇~（原曲：春の海）                         | 女   | 花園雪     | 2013年1月11日 |
| 02月 | Me-lo-dy                      | 春よ来い                                                 | 男   | 如月戀     | 2013年2月1日  |
| 02月 | Acacia                        | 春よ来い                                                 | 女   | 如月愛     | 2013年2月1日  |
| 03月 | ウグイス・コード - 春告鳥の歌 | 春の小川（march re arrange）                             | 男   | 彌生春     | 2013年3月1日  |
| 03月 | 春待ち息吹は君恋し            | 春の小川（march re arrange）                             | 女   | 桃崎雛     | 2013年3月1日  |
| 04月 | 桜とともに君だけを。          | Sakusa-Sakura（Japanese modern Remix）                   | 男   | 卯月新     | 2013年4月5日  |
| 04月 | sing my way                   | Sakusa-Sakura（Japanese modern Remix）                   | 女   | 兔川千櫻   | 2013年4月5日  |
| 05月 | カルミアと五月雨              | こいのぼり                                               | 男   | 皐月葵     | 2013年5月10日 |
| 05月 | LOVE FRUIT                    | こいのぼり                                               | 女   | 結城若葉   | 2013年5月10日 |
| 06月 | Rainy moment                  | 紫陽花（原曲：あめふり）                                 | 男   | 水無月淚   | 2013年6月7日  |
| 06月 | 雨女って言わないで            | 紫陽花（原曲：あめふり）                                 | 女   | 照瀬結乃   | 2015年1月30日 |
| 07月 | さよなら梦花火                | 笹の葉ラブレター（原曲：たなばたさま）                   | 男   | 文月海     | 2013年7月5日  |
| 07月 | 彼は谁の梦                    | サンセット、リセット。（原曲 : 我は海の子）              | 女   | 姬川瑞希   | 2015年2月27日 |
| 08月 | Genau!                        | 夏と君におもてなし（原曲：夏の思い出）                   | 男   | 葉月陽     | 2013年8月9日  |
| 08月 | 招き招かれお祭りモード        | デジタルサマー（原曲：炭坑節）                           | 女   | 元宮祭莉   | 2015年3月27日 |
| 09月 | コガネイロ                    | 夜の光（原曲：新世界より-家路-）                         | 男   | 長月夜     | 2013年9月6日  |
| 09月 | こがれびと                    | 夜明けの光（原曲：新世界より-家路-）                     | 女   | 朝霧茜     | 2015年4月24日 |
| 10月 | RUN BOY RUN                   | Are you ready!?（原曲：天国と地獄）                      | 男   | 神無月郁   | 2013年10月4日 |
| 10月 | Sugar★Sugar★MAGiC★            | Praying for you smile（原曲：天国と地獄）                | 女   | 伊地崎麗奈 | 2015年5月29日 |
| 11月 | アイシクル                    | 魔王（KIKUO MIX Ver.）                                   | 男   | 霜月隼     | 2013年11月1日 |
| 11月 | 流星舞台                      | Трoйка -white witch mix-                                 | 女   | 天童院椿   | 2015年6月26日 |
| 12月 | 圣夜も労働ingなう！           | らいねんからほんきだす KAKERU Ver.（正題：Jingle Bells） | 男   | 師走驅     | 2012年12月7日 |
| 12月 | 圣夜もOnline！                | らいねんからほんきだす KURISU Ver.（正題：Jingle Bells） | 女   | 聖克麗絲   | 2012年12月7日 |

#### 二期單曲
| 月份 | 新曲標題 (1)                                     | 新曲標題 (2)             | 性別 | 演出歌手   | 發售日         |
| ---- | ------------------------------------------------ | ------------------------ | ---- | ---------- | -------------- |
| 01月 | 嗚呼。髪を撫でて、頬を撫でて、御前を愛してやる。 | 睦の月                   | 男   | 睦月始     | 2015年11月27日 |
| 01月 | はらり                                           | 碧落                     | 女   | 花園雪     | 2016年7月15日  |
| 02月 | ラジカル・ラブカル                               | それはきっと恋           | 男   | 如月恋     | 2015年10月30日 |
| 02月 | My Sweet Beloved                                 | Pink Opal                | 女   | 如月愛     | 2016年7月22日  |
| 03月 | Faith and Promise                                | アクア・リフレイン       | 男   | 彌生春     | 2015年7月31日  |
| 03月 | このこねこのこ                                   | ネバー・エンディング！   | 女   | 桃崎雛     | 2016年7月29日  |
| 04月 | 君、舞い降りる                                   | 夜桜に惑わされて         | 男   | 卯月新     | 2015年8月28日  |
| 04月 | 桜通り                                           | ふわそわこころ           | 女   | 兔川千櫻   | 2016年8月5日   |
| 05月 | ハルカゼとヒバリ                                 | YES!                     | 男   | 皐月葵     | 2015年9月25日  |
| 05月 | wonderful world～5月病をぶっ飛ばせ！～           | ブラックコーヒーの夜     | 女   | 結城若葉   | 2016年8月12日  |
| 06月 | Duty                                             | Oh...Yes!!               | 男   | 水無月淚   | 2015年6月26日  |
| 06月 | My Longing                                       | スキなものはスキ         | 女   | 照瀨結乃   | 2016年8月19日  |
| 07月 | Beast Master                                     | 透明ララバイ             | 男   | 文月海     | 2015年7月31日  |
| 07月 | 夢守唄                                           | Glorious Memories        | 女   | 姬川瑞希   | 2016年8月26日  |
| 08月 | El Sol Florecer                                  | 真夏のサプライズ!        | 男   | 葉月陽     | 2015年8月28日  |
| 08月 | 戯れ囃子に恋い焦がれ                             | アウトサイダー           | 女   | 元宮祭莉   | 2016年9月2日   |
| 09月 | 夕燒けデイズ                                     | 夢見る三日月             | 男   | 長月夜     | 2015年9月25日  |
| 09月 | セピア -SEPIA-                                   | Fly Me High              | 女   | 朝霧茜     | 2016年9月9日   |
| 10月 | Lost My God                                      | NEXT STAGE               | 男   | 神無月郁   | 2015年10月30日 |
| 10月 | Night Before Halloween                           | Noir Grimoire            | 女   | 伊地崎麗奈 | 2016年9月16日  |
| 11月 | Monochrome sky                                   | November Stars           | 男   | 霜月隼     | 2015年11月27日 |
| 11月 | 嘆きの谷のカメーリア                             | 銀白騎士隊賛歌           | 女   | 天童院樁   | 2016年9月23日  |
| 12月 | 砂時計とホットミルク                             | ちこくのうた             | 男   | 師走驅     | 2015年6月26日  |
| 12月 | プリズム☆ブレイク                                | コスパ悪い子嫌いですか？ | 女   | 聖克麗絲   | 2016年7月8日   |

#### 女子三期單曲
| 月份 | 新曲標題                    | 演出歌手   | CV         | 發售日         |
| ---- | --------------------------- | ---------- | ---------- | -------------- |
| 01月 | 徒花                        | 花園雪     | 今井麻美   | 2019年1月25日  |
| 02月 | 2月のメリーゴーランド       | 如月愛     | MAKO       | 2019年2月22日  |
| 03月 | フリージア                  | 桃崎雛     | 大久保瑠美 | 2019年3月29日  |
| 04月 | サクラメモリー              | 兔川千櫻   | 野中藍     | 2019年6月28日  |
| 05月 | 青いトロイメライ            | 結城若葉   | 內山夕實   | 2019年6月28日  |
| 06月 | メルヘンチック              | 照瀨結乃   | 佐藤利奈   | 2021年2月26日  |
| 07月 | Dramatical Hunter           | 姬川瑞希   | 石上静香   | 2021年3月26日  |
| 08月 | You-I Duality               | 元宮祭莉   | 大坪由佳   | 2021年5月28日  |
| 09月 | 小さな願い                  | 朝霧茜     | 福原香織   | 2021年6月25日  |
| 10月 | サウィンの奇跡(I miss you.) | 伊地崎麗奈 | 黑澤朋世   | 2021年7月30日  |
| 11月 | 月凍詩篇-或る羊飼いのウタ-  | 天童院樁   | 上坂堇     | 2021年8月27日  |
| 12月 | クリスマスきらい            | 聖克麗絲   | 金元壽子   | 2018年12月28日 |

#### 男子四期單曲
| 月份 | 新曲標題             | 演出歌手 | CV       | 發售日         | 備註                      |
| ---- | -------------------- | -------- | -------- | -------------- | ------------------------- |
| 01月 | 紫月夜               | 睦月始   | 鳥海浩輔 | 2019年1月25日  |                           |
| 02月 | Tomorrow's Color     | 如月恋   | 增田俊樹 | 2019年2月22日  |                           |
| 03月 | Gift                 | 彌生春   | 前野智昭 | 2019年3月29日  |                           |
| 04月 | Story of colors      | 卯月新   | 細谷佳正 | 2019年4月26日  | Singer：koyomi from 桜men |
| 05月 | リーンカーネーション | 皐月葵   | KENN     | 2019年5月31日  |                           |
| 06月 | Tear                 | 水無月淚 | 蒼井翔太 | 2021年2月26日  |                           |
| 07月 | 夢送り人             | 文月海   | 羽多野涉 | 2021年3月26日  |                           |
| 08月 | Ri-Ne-Ten-Show       | 葉月陽   | 柿原徹也 | 2021年5月28日  |                           |
| 09月 | ルミナ               | 長月夜   | 近藤隆   | 2021年6月25日  |                           |
| 10月 | Autumn Note          | 神無月郁 | 小野賢章 | 2021年7月30日  |                           |
| 11月 | 彩を失う             | 霜月隼   | 木村良平 | 2021年8月27日  | 作曲：月野尊(非原p主)     |
| 12月 | Moonshot!!           | 師走驅   | 梶裕貴   | 2018年12月28日 |                           |

#### 女子第四期單曲
| 月份 | 新曲標題           | 演出歌手   | CV         | 作詞作曲             | 發售日         |
| ---- | ------------------ | ---------- | ---------- | -------------------- | -------------- |
| 01月 | 謌                 | 花園雪     | 今井麻美   | マチゲリータ         | 2023年8月25日  |
| 02月 | アイでまる         | 如月愛     | MAKO       | 虹原ぺぺろん         | 2023年8月25日  |
| 03月 | エウリュアレー     | 桃崎雛     | 大久保瑠美 | ゆうゆ               | 2023年7月28日  |
| 04月 | Sakura Sky         | 兔川千櫻   | 野中藍     | 月野 尊 編曲：Leeep  | 2023年9月29日  |
| 05月 | マイ・フレンド     | 結城若葉   | 內山夕實   | Nem                  | 2023年9月29日  |
| 06月 | 彩                 | 照瀨結乃   | 佐藤利奈   | ゆよゆっぺ           | 2023年10月27日 |
| 07月 | 乙女風情           | 姬川瑞希   | 石上静香   | ひとしずく×やま△     | 2023年10月27日 |
| 08月 | 夜空に輝く花が咲く | 元宮祭莉   | 大坪由佳   | うたたＰ             | 2023年11月24日 |
| 09月 | きらりら           | 朝霧茜     | 福原香織   | じょん               | 2023年11月24日 |
| 10月 | 螺旋の祈り         | 伊地崎麗奈 | 黑澤朋世   |                      | 2023年12月29日 |
| 11月 | 宇宙の旋律         | 天童院椿   | 上坂堇     |                      | 2023年12月29日 |
| 12月 | 寒けりゃ着ろ       | 聖克麗絲   | 金元壽子   | さつき が てんこもり | 2023年7月28日  |

#### 其他角色單曲
| 月份 | 新曲標題 (1)     | 新曲標題 (2)           | 性別 | 演出歌手 | 發售日        |
| ---- | ---------------- | ---------------------- | ---- | -------- | ------------- |
| 08月 | Hee!Hee!Foo!Foo! | 君は華麗なる「Laila」… | 男   | 葉月陽   | 2016年1月22日 |

### 黒望月
SixGravity
發售日：2019/09/13
| 收錄歌曲                    | 演出歌手                 | 作詞作曲              |
| --------------------------- | ------------------------ | --------------------- |
| stella～きんぴか上昇気分～  | 師走駆                   | さつき が てんこもり  |
| initium～始告氷輪～         | 睦月始                   | マチゲリータ          |
| amor～溢れだす想いから～    | 如月恋                   | 虹原ぺぺろん          |
| ver～歌詠鳥の声～           | 彌生春                   | ゆうゆ                |
| cerasus～桜並木に導かれて～ | 卯月新                   | 蝶々Ｐ                |
| caelum～未来～              | 皐月葵                   | Ｎｅｍ                |
| ツキノウタ。                | Six Gravity＆Procellarum | 月野 尊 編曲：滝沢 章 |

### 白望月
白組：Procellarum
發售日：2019/09/13
| 收錄歌曲                             | 演出歌手                 | 作詞作曲              |
| ------------------------------------ | ------------------------ | --------------------- |
| pluvia～嘘と温もり～                 | 水無月涙                 | ゆよゆっぺ            |
| mare～君と綴る航海日誌～             | 文月海                   | ひとしずく×やま△      |
| sol～Happy!Phew!～                   | 葉月陽                   | うたたＰ              |
| nox～風のレコード～                  | 長月夜                   | じょん                |
| athletic～Never Ending Challenge!!～ | 神無月郁                 | takamatt              |
| albion～ふたりだけの白～             | 霜月隼                   | きくお                |
| ツキノウタ。                         | Six Gravity＆Procellarum | 月野 尊 編曲：滝沢 章 |

### 男子第三期雙人單曲
| 演出歌手           | 新曲標題                     | 製作者               | 發售日         |
| ------------------ | ---------------------------- | -------------------- | -------------- |
| 師走驅＆如月戀     | だってまだまだアバンタイトル | さつき が てんこもり | 2013年12月27日 |
| 師走驅＆如月戀     | イノセンシア                 | 虹原ぺぺろん         | 2014年2月28日  |
| 睦月始＆彌生春     | 恋忘れ草                     | マチゲリータ         | 2014年1月24日  |
| 睦月始＆彌生春     | ハジマリノハル               | ゆうゆ               | 2014年3月28日  |
| 卯月新＆皐月葵     | Rainy Day                    | 蝶々P                | 2014年5月30日  |
| 卯月新＆皐月葵     | 月と、星と、まぼろしと       | Nem                  | 2014年5月30日  |
| 水無月涙＆神無月郁 | Childish flower              | ゆよゆっぺ           | 2014年6月27日  |
| 水無月涙＆神無月郁 | Sing Together Forever        | takamatt             | 2014年10月24日 |
| 文月海＆霜月隼     | 君に花を、君に星を           | ひとしずく×やま△     | 2014年7月25日  |
| 文月海＆霜月隼     | Celestite                    | きくお               | 2014年11月28日 |
| 葉月陽＆長月夜     | DA☆KAI                       | うたたＰ             | 2014年8月22日  |
| 葉月陽＆長月夜     | 淡い花                       | じょん               | 2014年9月26日  |

### 男子第五期雙人單曲
| 演出歌手           | 新曲標題               | 製作者                                    | 發售日         | 備註                            |
| ------------------ | ---------------------- | ----------------------------------------- | -------------- | ------------------------------- |
| 師走驅＆如月戀     | クリプトグラム         | 虹原ぺぺろん                              | 2022年12月30日 |                                 |
| 睦月始＆彌生春     | 春冬花                 | マチゲリータ                              | 2023年1月27日  |                                 |
| 如月戀＆神無月郁   | REBUILD                | サトウリュウノスケ                        | 2023年2月24日  | (takamatt新號)                  |
| 彌生春＆文月海     | 白道とエトワール       | ゆうゆ                                    | 2023年3月31日  |                                 |
| 卯月新＆皐月葵     | Be Your Hero           |                                           | 2023年4月28日  | 卯月新Singer：koyomi from 桜men |
| 皐月葵＆長月夜     | 梔子の花               | Nem                                       | 2023年5月26日  |                                 |
| 水無月涙＆師走驅   | マバユイストロボ       | さつき が てんこもり                      | 2023年6月30日  |                                 |
| 文月海＆霜月隼     | Crazy Buddy            | ひとしずく×やま△                          | 2023年7月28日  |                                 |
| 葉月陽＆卯月新     | Wavy!                  | うたたＰ                                  | 2023年8月25日  | 卯月新Singer：koyomi from 桜men |
| 葉月陽＆長月夜     | ユメイト、君と僕を結ぶ | じょん                                    | 2023年9月29日  |                                 |
| 神無月郁＆水無月淚 | ワカママ               | ゆよゆっぺ                                | 2023年10月27日 |                                 |
| 霜月隼＆睦月始     | Light &Dark            | 作詞作曲:月野尊 編曲:加藤冴人 補詞:zakbee | 2023年11月24日 |                                 |

### 女子第四期雙人單曲
| 演出歌手            | 新曲標題          | 製作者       | 發售日         |
| ------------------- | ----------------- | ------------ | -------------- |
| 聖克麗絲＆桃崎雛    | ケリンベリル      | ゆうゆ       | 2023年7月28日  |
| 花園雪＆如月愛      | フタリノヒカリ    | 虹原ぺぺろん | 2023年8月25日  |
| 兎川千桜＆結城若葉  | 翼の詩            | Nem          | 2023年9月29日  |
| 照瀨結乃&姬川瑞希   | Shiny Symphony    | ゆよゆっぺ   | 2023年10月27日 |
| 元宮祭莉&朝霧茜     | Fire!Fever!Night  | じょん       | 2023年11月24日 |
| 伊地崎麗奈&天童院樁 | Stars in my heart |              | 2023年12月29日 |

#### 其他雙人單曲
| 演出歌手             | 新曲標題            | 製作者       | 發售日         |
| -------------------- | ------------------- | ------------ | -------------- |
| 如月戀＆如月愛       | ショコラの魔法      | 虹原ぺぺろん | 2015年10月17日 |
| 神無月郁＆伊地崎麗奈 | Yum-Yum！！Love！？ | takamatt     | 2015年10月17日 |

### 男子組合單曲
| 演出歌手                 | 新曲標題     | 演出歌手 | 發售日        |
| ------------------------ | ------------ | --- | ------------- |
| Six Gravity              | GRAVITY！    | Six Gravity（梶裕貴、鳥海浩輔、増田俊树、前野智昭、细谷佳正、KENN）                                                                         | 2015年2月27日 |
| Procellarum              | ONE CHANCE?  | Procellarum（蒼井翔太、羽多野渉、柿原徹也、近藤隆、小野賢章、木村良平）                                                                     | 2015年3月27日 |
| Six Gravity              | Dear Dreamer | Six Gravity（梶裕貴、鳥海浩輔、増田俊树、前野智昭、细谷佳正、KENN）                                                                         | 2023年9月29日 |
| Procellarum              | Dear Dreamer | Procellarum（蒼井翔太、羽多野渉、柿原徹也、近藤隆、小野賢章、木村良平）                                                                     | 2023年9月29日 |
| Six Gravity &Procellarum | Dear Dreamer | Six Gravity（梶裕貴、鳥海浩輔、増田俊树、前野智昭、细谷佳正、KENN）&Procellarum（蒼井翔太、羽多野渉、柿原徹也、近藤隆、小野賢章、木村良平） | 2023年9月29日 |

### 女神組合單曲
| 演出歌手     | 新曲標題 (1) | 新曲標題 (2)                  | 演出歌手 | 發售日         |
| ------------ | ------------ | ----------------------------- | --- | -------------- |
| Fluna        | Fluna!       | 不思議に感じても季節は        | Fluna（金元寿子、今井麻美、MAKO、大久保瑠美、野中 藍、内山夕実）                                                                           | 2018年12月28日 |
| Seleas       | Seleas       | T.O.T.M. -TAKOPA On The Moon- | Seleas（佐藤利奈、石上静香、大坪由佳、福原香織、黒沢ともよ、上坂すみれ）                                                                   | 2019年3月29日  |
| Fluna        | Dear Dreamer |                               | Fluna（金元寿子、今井麻美、MAKO、大久保瑠美、野中 藍、内山夕実）                                                                           | 2023年9月29日  |
| Seleas       | Dear Dreamer |                               | Seleas（佐藤利奈、石上静香、大坪由佳、福原香織、黒沢ともよ、上坂すみれ）                                                                   | 2023年9月29日  |
| Fluna&Seleas | Dear Dreamer |                               | Fluna（金元寿子、今井麻美、MAKO、大久保瑠美、野中 藍、内山夕実）＆Seleas（佐藤利奈、石上静香、大坪由佳、福原香織、黒沢ともよ、上坂すみれ） | 2023年9月29日  |

### Drama CD
| 廣播標題                                  | 演出                                                                    | 發售日        |
| ----------------------------------------- | ----------------------------------------------------------------------- | ------------- |
| 月歌。廣播劇！                            | Six Gravity（梶裕貴、鳥海浩輔、增田俊树、前野智昭、细谷佳正、KENN）     | 2013年5月10日 |
| 月歌。廣播劇！其2                         | Six Gravity（梶裕貴、鳥海浩輔、增田俊树、前野智昭、细谷佳正、KENN）     | 2013年9月6日  |
| 月歌。廣播劇！其3                         | Procellarum（蒼井翔太、羽多野渉、柿原徹也、近藤隆、小野賢章、木村良平） | 2013年11月1日 |
| 月歌。廣播劇！其4                         | 山中真尋、間宮康弘、Procellarum                                         | 2014年7月25日 |
| 月歌。廣播劇！其5                         | Six Gravity（梶裕貴、鳥海浩輔、增田俊树、前野智昭、细谷佳正、KENN）     | 2015年4月30日 |
| 月歌。廣播劇！其6                         | Procellarum（蒼井翔太、羽多野渉、柿原徹也、近藤隆、小野賢章、木村良平） | 2015年6月25日 |
| 月歌。廣播劇 《魔王大人IN通販Wonderland》 | Procellarum（蒼井翔太、羽多野涉、柿原徹也、近藤隆、小野賢章、木村良平） | 2014年7月25日 |

### 其他商品
DVD《月歌。》春之粉絲祭2014
演出：增田俊樹、蒼井翔太、金元壽子、上坂堇、山中真尋、間宮康弘
發售：2014年9月26日
簡介：2014年4月19日，Zepp東京都中舉行《月歌。》單獨首次活動映像化。收錄映像特典《月歌。～春之粉絲祭典～角色座谈會！》，還有豪華演出者多姿多彩的活動內容。另外，特典CD收錄水無月淚（聲：蒼井翔太）演唱的《Goodbye seasons》。
月歌舞臺劇：月歌2.5次元舞台劇，目前正持續進行中。

## 外部連結
- 官方网站 （日語）
- 官方博客 （日語）
- 月歌。的X（前Twitter） （日語）
- 《月歌。THE ANIMATION》官網 （页面存档备份，存于）（日語）
- 《月歌。THE ANIMATION》的Twitter專頁 （页面存档备份，存于）（日語）